# Kelemen-havasok Nemzeti Park

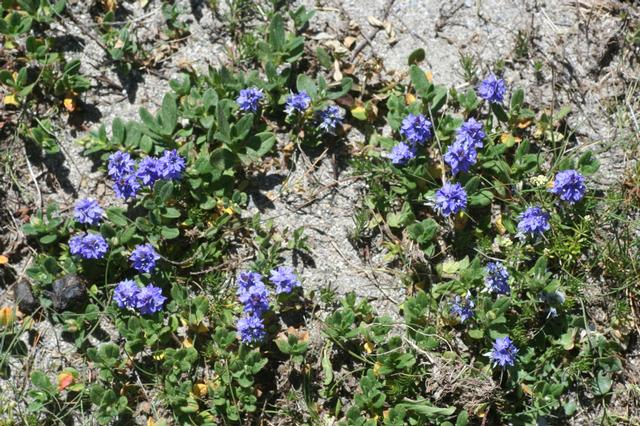
Alpesi veronika

A Kelemen-havasok Nemzeti Park Románia nemzeti parkjainak egyike, területén természetes lombhullató, vegyes- és fenyőerdőkkel, valamint szubalpesi és alpesi régiót foglal magába gazdag, változatos növény és állatvilággal. Területe 24 041 hektár, három megye: Maros, Hargita és Suceava felszínén.
A Nemzeti park az IUCN-osztályozás szerint a II. kategóriába van sorolva.
A park területén a következő természetvédelmi területek vannak: 
- Jnepeniş cu Pinus cembra Tudományos Rezervátum (IUCN I-es kategória)
- Tizenkét Apostol Emlékpark (IUCN III-as kategória)
- Kelemen Jézer-tó Különleges Élőhely (IUCN IV-es kategória)

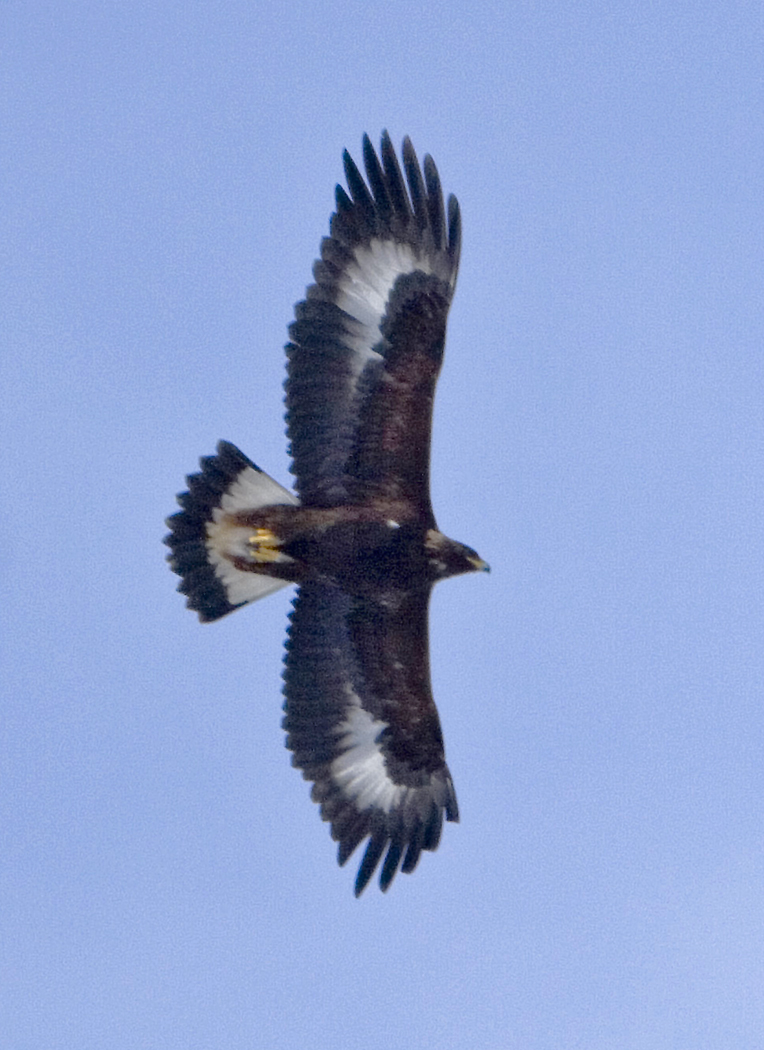
Szirti sas

## Növényvilága

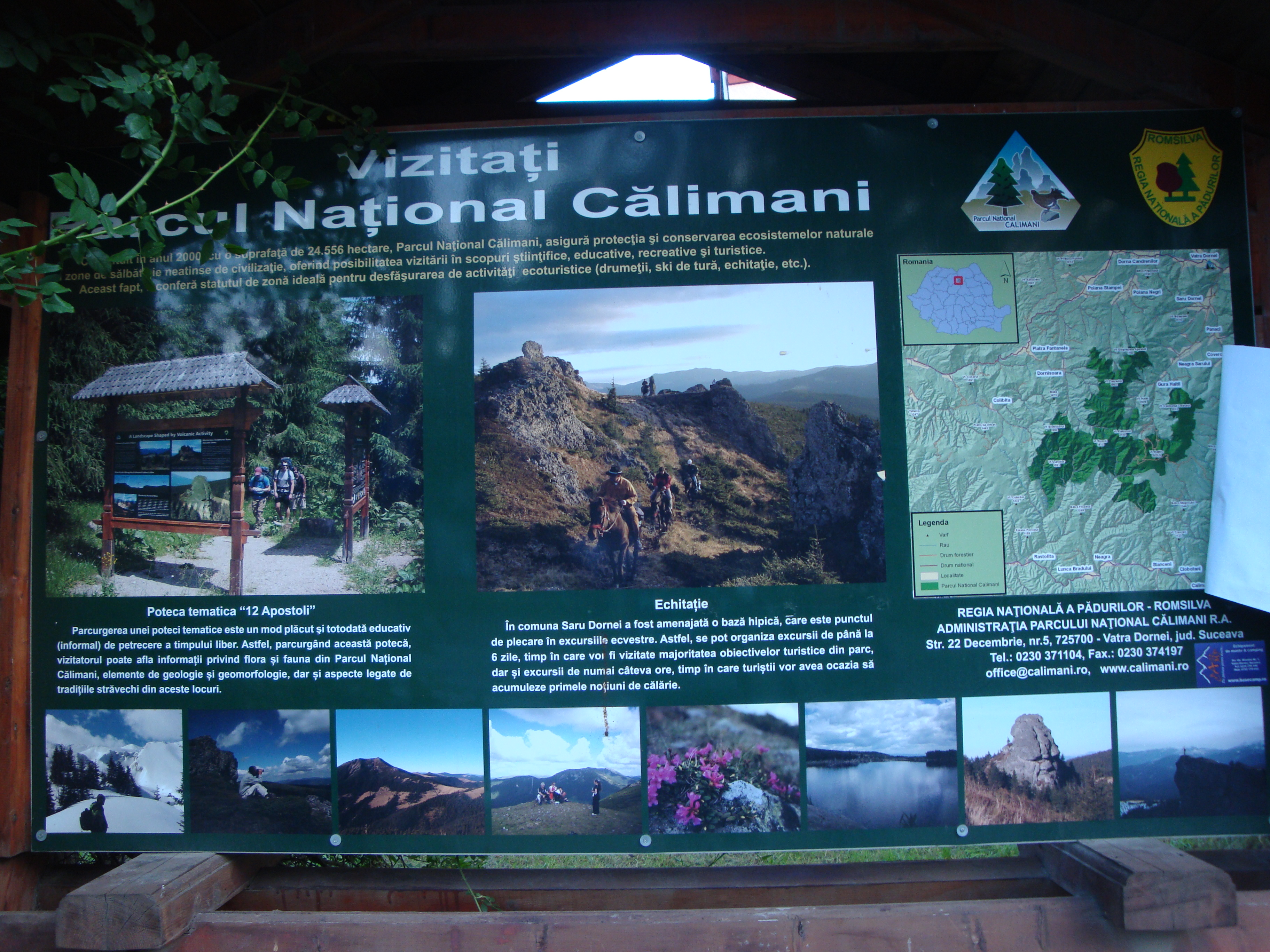
Turista tájékoztató tábla a Kelemen-havasokban

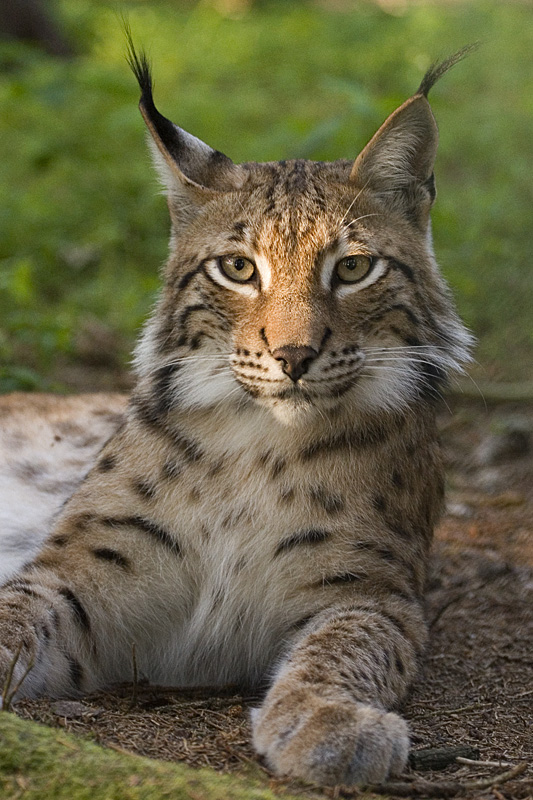
Hiúz

A növényvilág ritka fajai közül említést érdemel:
- Tiszafa
- Cirbolyafenyő
- Harangrojt (Soldanella montana)
- Zöldhúr (Sagina apetala) - veszélyeztetett faj
- Salix bicolor fűz

A vörös listás fajok között szerepel:
- Erdélyi havasszépe (Rhododendron myrtifolium)
- Kék csatavirág (Polemonium caeruleum)

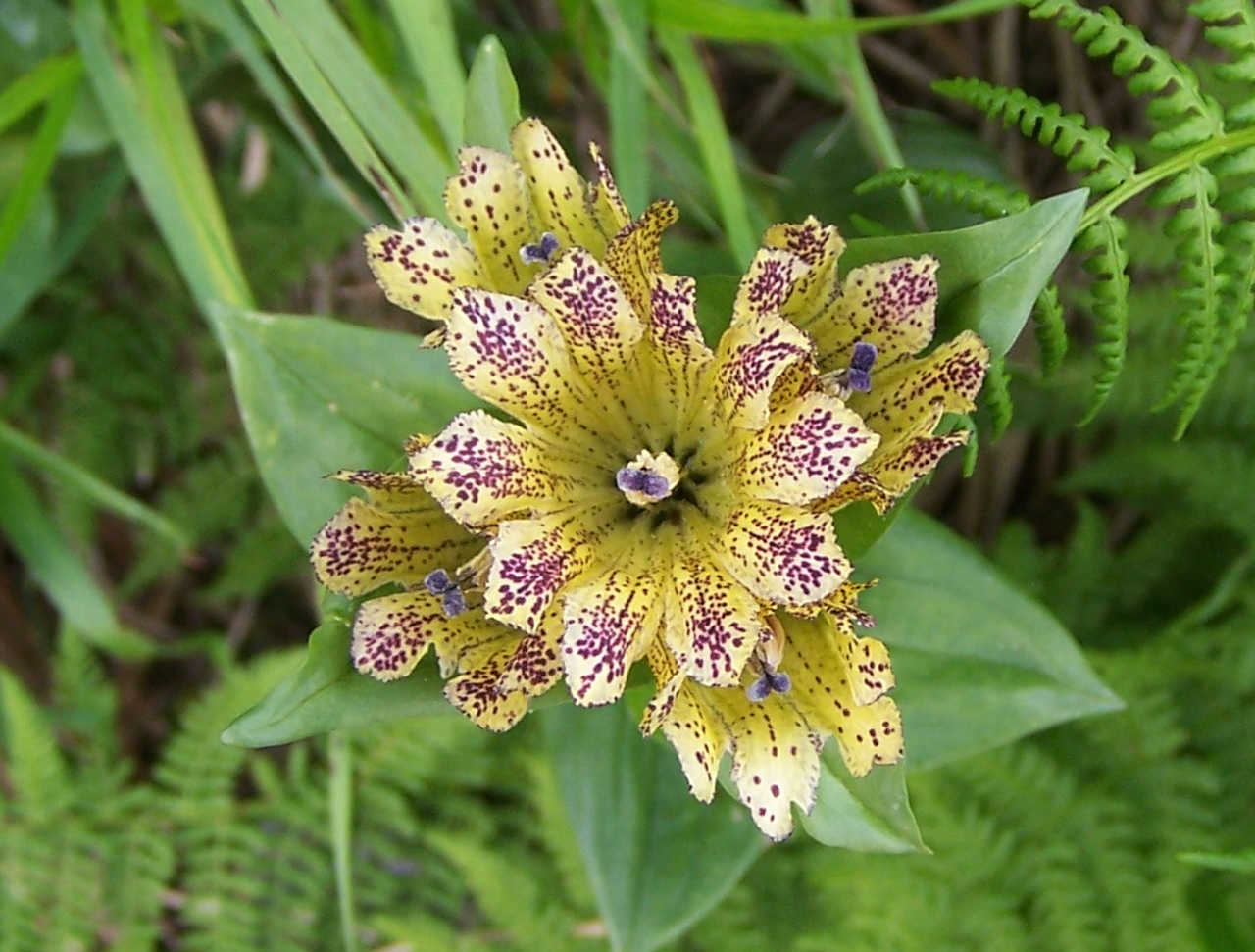
Pettyes tárnics (Gentiana punctata)
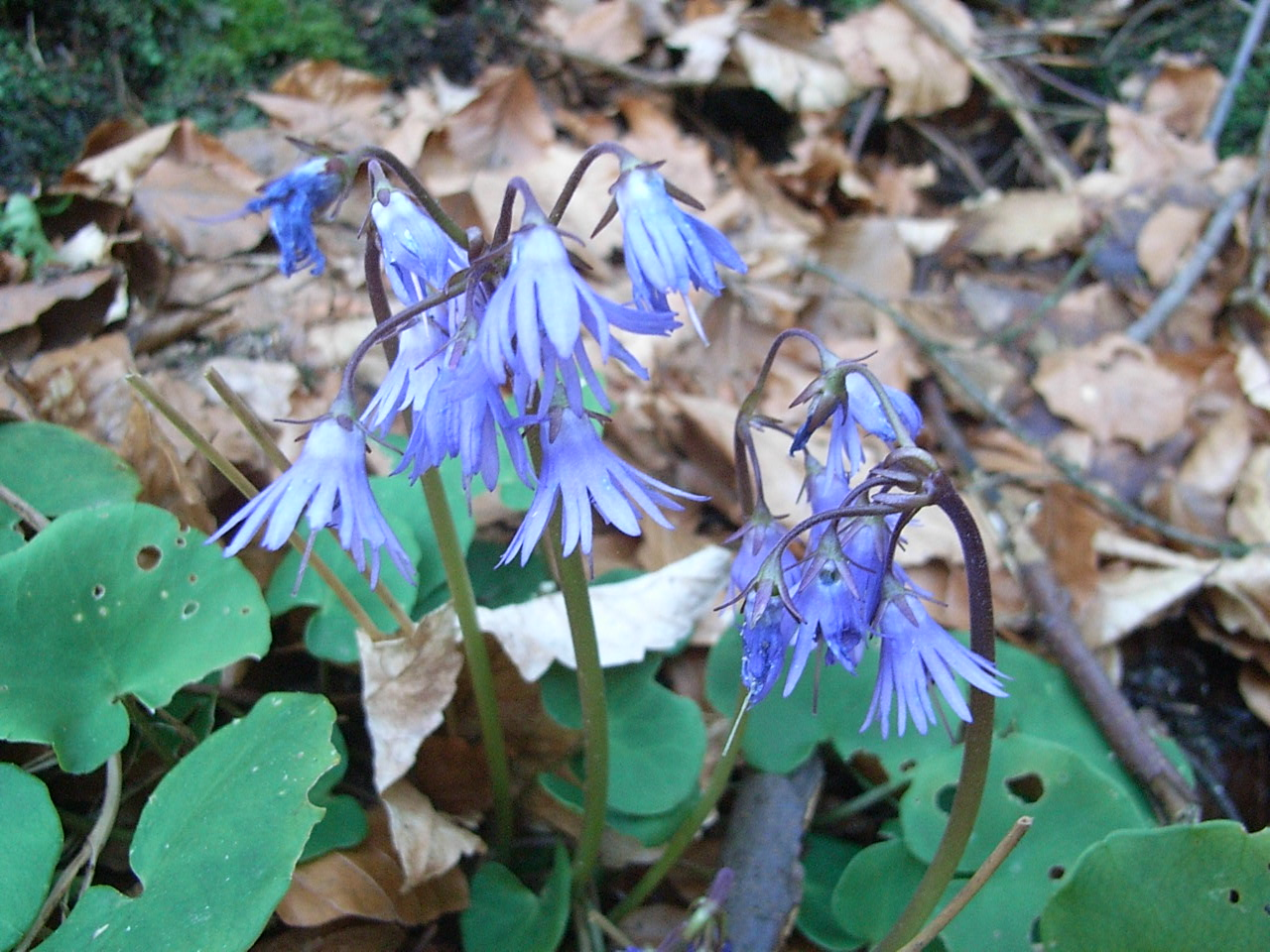
Harangrojt (Soldanella montana)
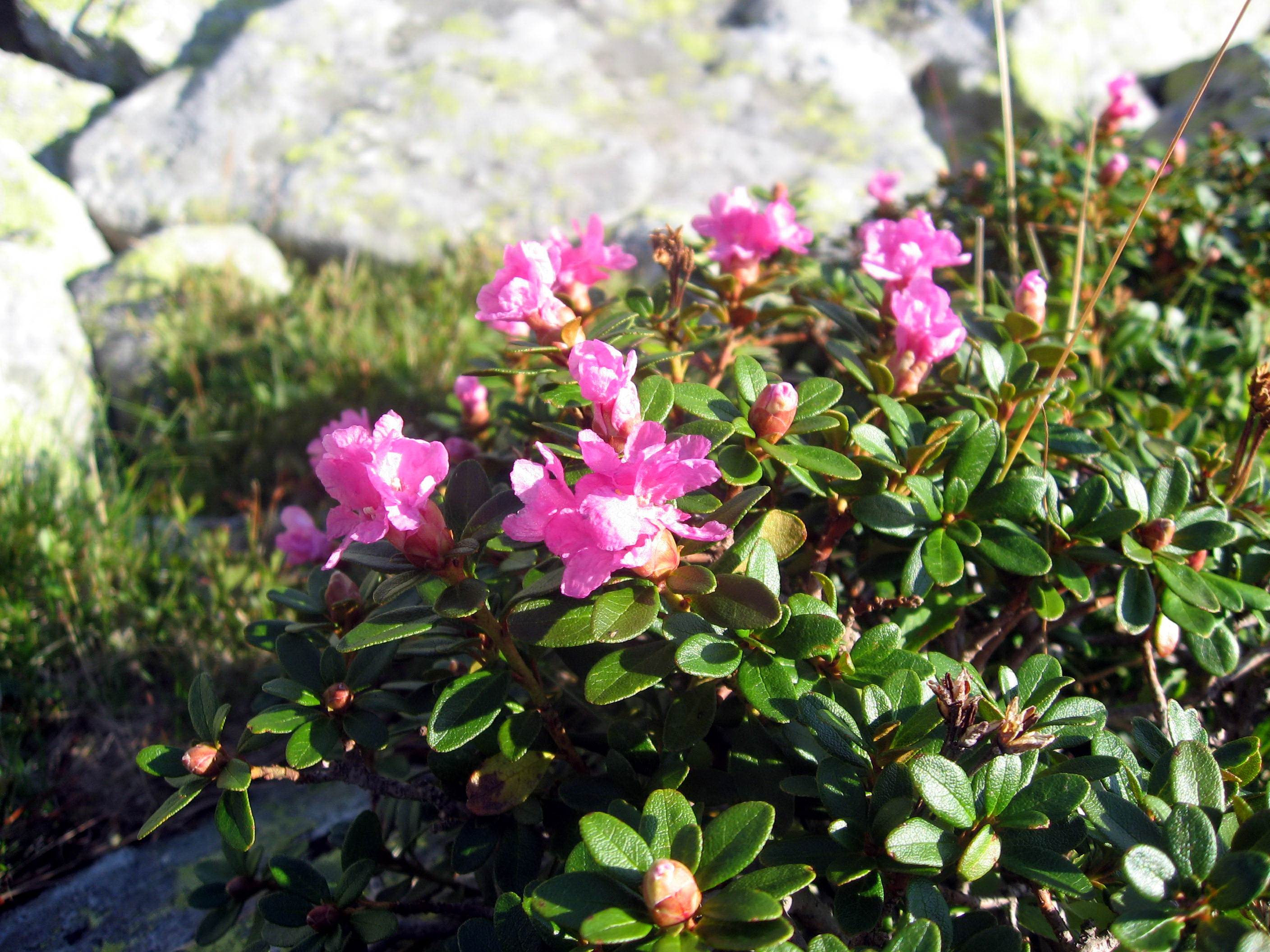
Erdélyi havasszépe (Rhododendron myrtifolium)

- Angyalgyökér (Angelica archangelica)
- Északi szirtipáfrány (Woodsia ilvensis)
- Aggófű (Senecio incanus subsp. carnio-licus)
- Szártalan tárnics (Gentiana aca-ulis)
- Sárkánygyökér (Calla palustris)
- Mocsári korpafű (Lycopodiella inundata)
- (Cystopteris montana) páfrány
- Cystopteris sudetica
- Kárpáti torokvirág (Tozzia alpina subsp. carpathica)
- Pedicularis exaltata
- Borbási-kakascímer (Rhinan-thus borbasii)
- Thymus bihoriensis
- Alpesi veronika (Veronica alpina)
- Baumgarten-veronika (Veronica baumgartenii)
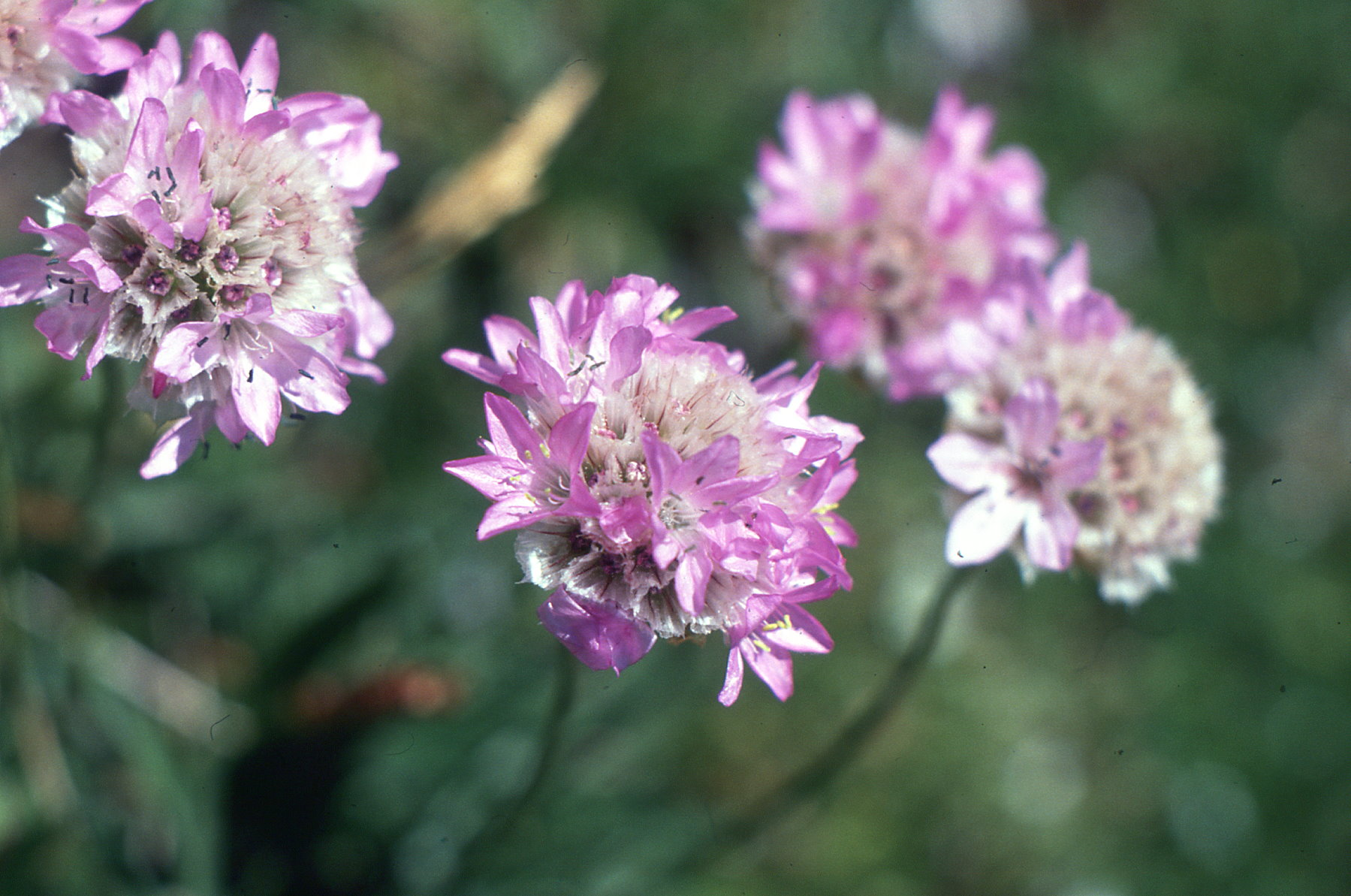
Havasi istác (Armeria maritima subsp.
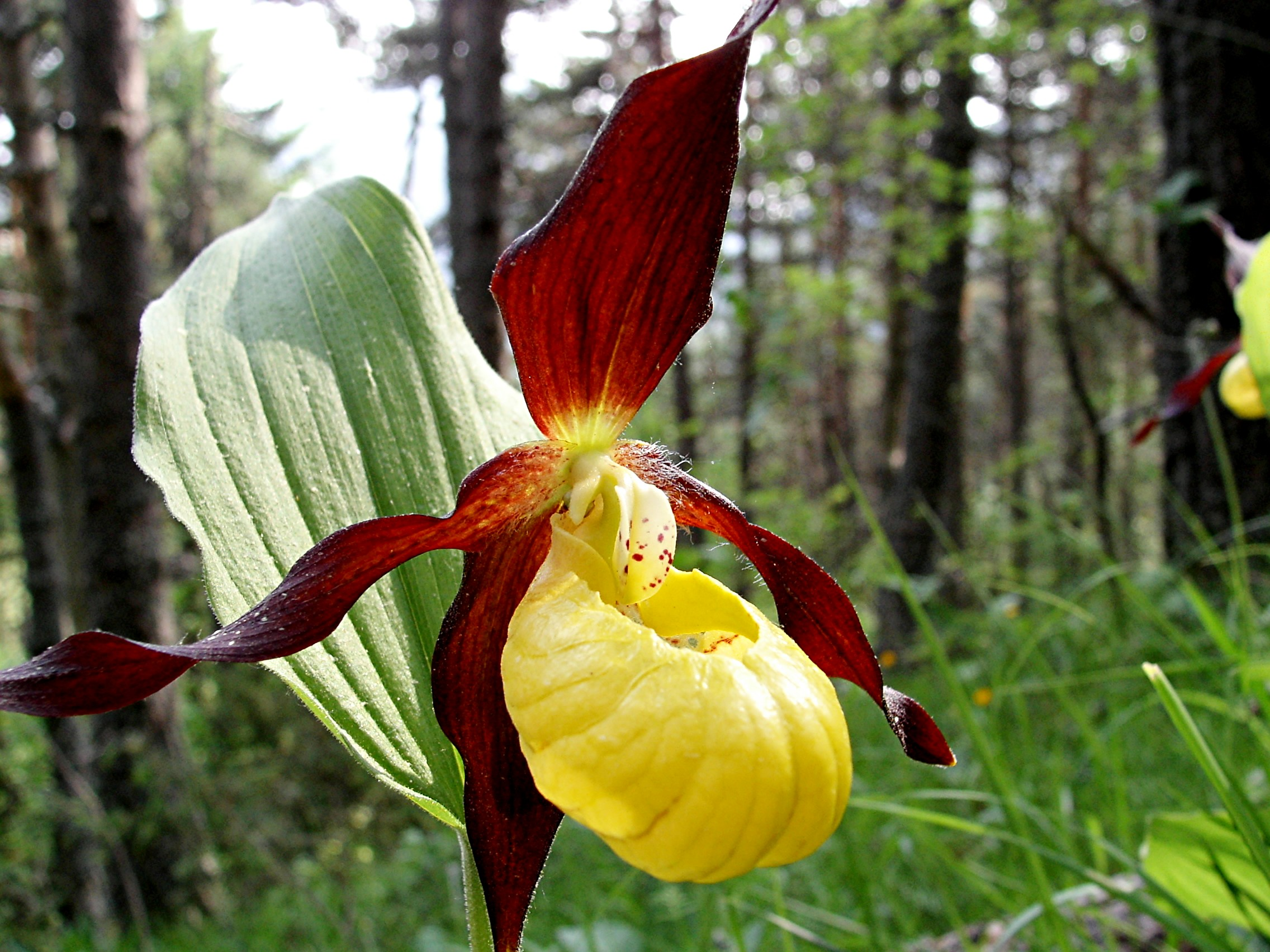
Boldogasszony papucsa (Cypripedium calceolus)
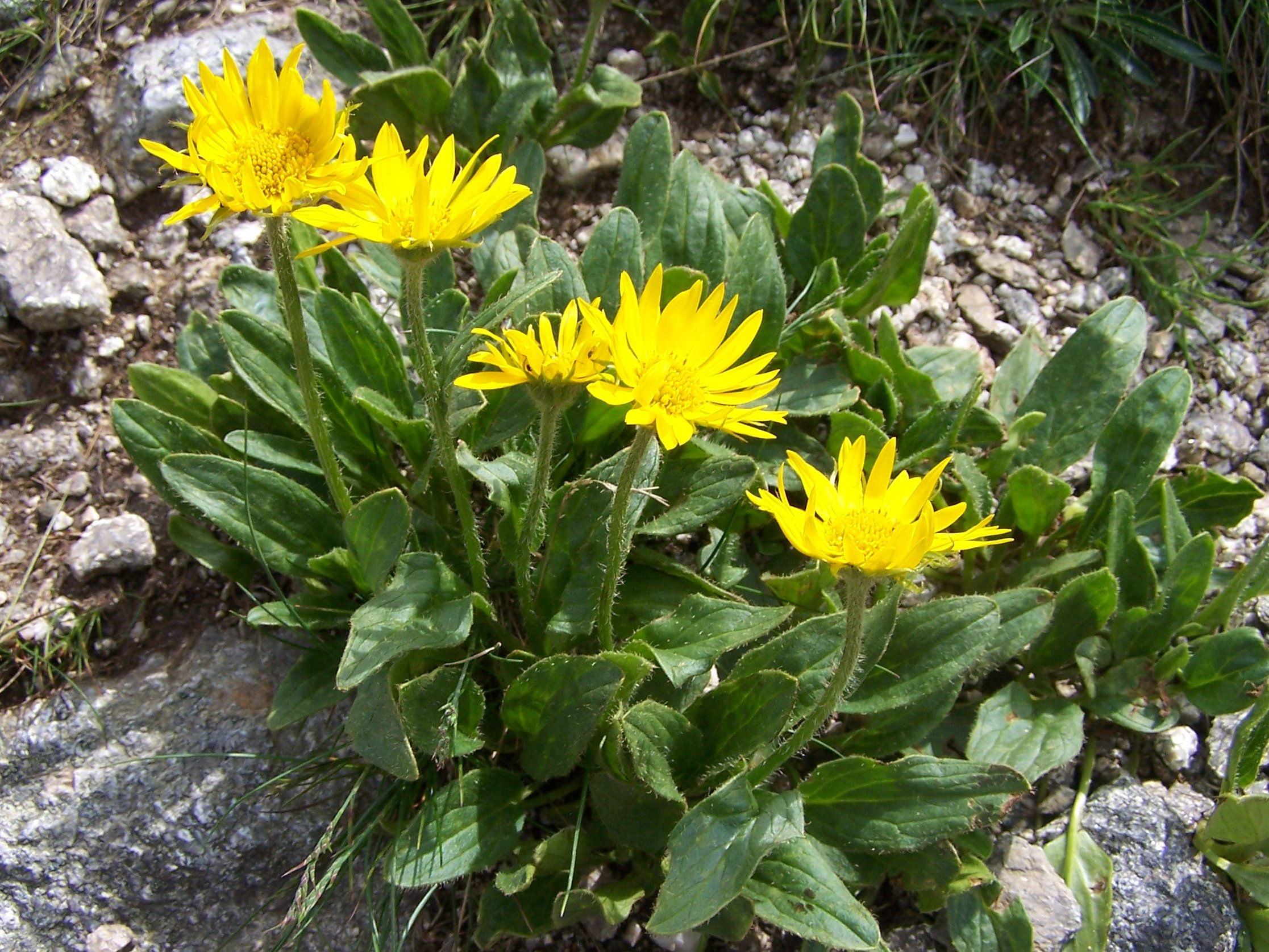
Havasi zergevirág (Doronicum clusii)
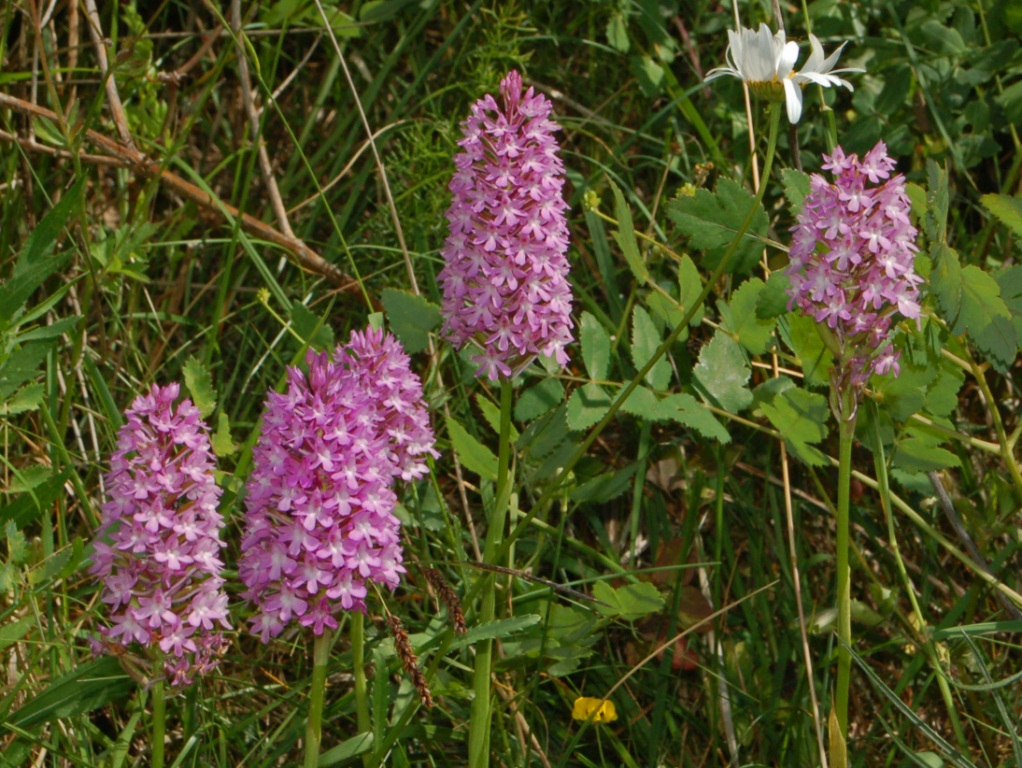
Vitézvirág, vagy Vitézkosbor (Anacamptis pyramidalis)
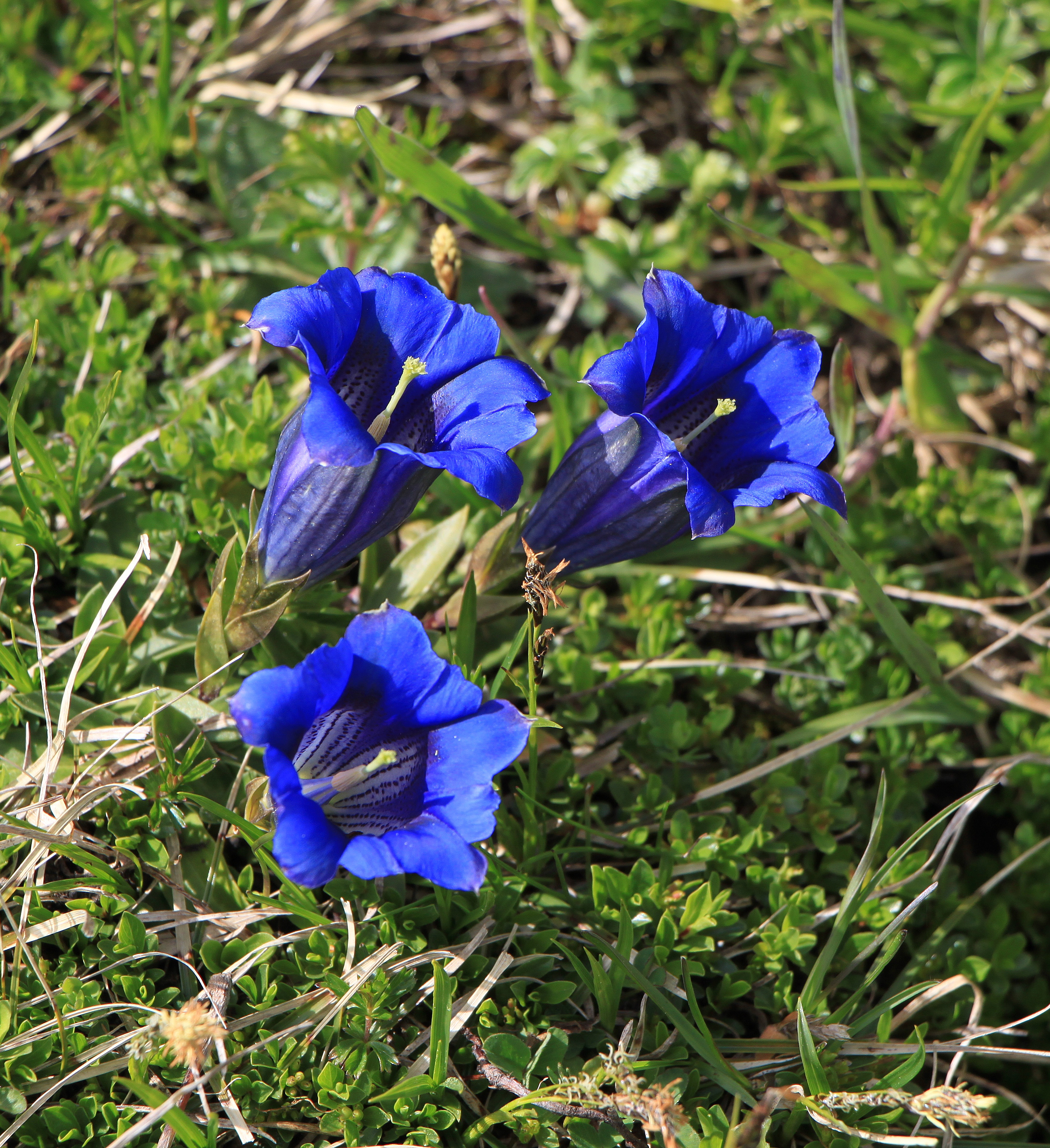
Pompás tárnics (Gentiana clusii)

alpina)
- Tőzegeper (Comarum palustre)
- Bordamag (Laserpitium archangelica)
- Osztrák borzamag (Pleurospermum austriacum)
- Torzsaszerű here (Trifolium spadiceum)
- Pompás tárnics (Gentiana clusii)
- Vitézvirág (Anacamptis pyramidalis)
- Győzedelmes hagyma (Allium victorialis)
- Kárpáti csenkesz (Festuca carpatica)
- Porci-csenkesz (Festuca porcii)
- Kék mézbogyó (Lonicera caerulea)
- Vágner-varjúköröm (Phyteuma vagneri)
- Havasi zergevirág (Doronicum clusii)

A Kelemen-havasokban az orchideafajok is jelen vannak, a hazánkban spontán növő kb. 90 orchideafajból itt tizenegy ismert. Ezek egyike a Kisasszonypapucs, amely egyike a nálunk legritkábban növő orchideáknak, egyedszáma évről évre csökken, és gyakorlatilag csak a nagyon vad, járatlan helyeken találkozhatunk vele.
Az Európában megtalálható három (a Flora Europaea által elismert) Cypripedium nemzetség közül e tájon csak egy nő spontán, a Cypripedium calceolus. Valamikor tömegesen virított a karszt-bokorerdőkben, bükkösökben, mészkedvelő tölgyesekben, mára már alig találhatunk egy-egy példányt a járt, jelzett ösvényeken.
A Boldogasszony papucsát, vagy másik ismertebb nevén Kisasszonypapucsát  Carl Linné, a nagy svéd természettudós, botanikus írta le 1753-ban a Species Plantarum című munkájában. Az orchideafélék (Orchidaceae) családjába tartozik.
Latin neve: Cypripedium calceolus L., magyar neve: Boldogasszony papucsa, de nevezik rigópohár, kisasszonypapucs, papucskosbor, kakukk virág, tarka rigópohár, Mária cipellője néven is. Nemzetségneve (cypripedium) a kypris = Vénusz istennő és a pédilon = cipő, papucs görög szavakból ered, ami a növény alakjára utal.
Fajunk a Nemzeti Vörös Könyvbe nincs beírva, a Nemzeti Vörös Lista a "Sebezhető" (VU) kategóriába sorolja. Domb- és hegyvidékeken, mészkőtalajon fordul elő. Eurázsiában, Nagy-Britanniától egészen a Csendes-óceánig jelen van, május–júniusban virágzik.
- Pettyes tárnics (Gentiana punctata)
- Harangrojt (Soldanella montana)
- Erdélyi havasszépe (Rhododendron myrtifolium)
- Havasi istác (Armeria maritima ssp. alpina)
- Boldogasszony papucsa (Cypripedium calceolus)
- Havasi zergevirág (Doronicum clusii)
- Vitézvirág, vagy Vitézkosbor (Anacamptis pyramidalis)
- Pompás tárnics (Gentiana clusii)

## Állatvilága
Szinte minden állatfaj megtalálható a területen azok közül, melyek a Kárpátok erdőrengetegeiben előfordulnak. A ritkább fajok közül említést érdemel a szirti sas, a vándorsólyom, a vörös vércse, a nyírfajd, a siketfajd, az európai vidra, a hiúz, a farkas és a gímszarvas. 